# Thorichthys helleri
Thorichthys helleri és una espècie de peix de la família dels cíclids i de l'ordre dels perciformes.

## Morfologia
Els mascles poden assolir els 14,5 cm de longitud total.

## Distribució geogràfica
Es troba a l'Amèrica Central: des de la conca del riu Coatzacoalcos fins a la del riu Usumacinta (Mèxic).